# Maškovcev
Maškovcev (rusky Машковцев) je nejjižněji položený vulkán na Kamčatce, nacházející se na malém poloostrově u pobřeží Ochotského moře na jižním okraji Kamčatky. Čedičový stratovulkán má výšku jen 503 m, doba poslední erupce není známa. Dva postglaciální struskové kužely se nacházejí severně od základny sopky, což indikuje jejich holocenní stáří.